# Puerto Esperanza (Peru)
Puerto Esperanza – miasto w Peru, w regionie Ucayali, siedziba administracyjna prowincji Purús oraz jednocześnie jedynego jej dystryktu Purús. Zamieszkiwane jest przez około 4400 mieszkańców.
Miasto znajduje się nad brzegiem rzeki Purús, w niewielkiej odległości od granicy z Brazylią. Jest to jedna z najbardziej niekomunikatywnych populacji Peru, ponieważ jedynym sposobem dotarcia do miasta jest lot. W jego otoczeniu znajduje się ogromny Park Narodowy Alto Purús.